# Windows CE 5.0
O Windows CE 5.0 (codinome "Macallan") é o sucessor do Windows CE 4.2, é a terceira versão da família Windows CE NET.
Foi lançado em 9 de julho de 2004. Como seus antecessores o Windows CE 5.0 é comercializado para o mercado de dispositivos embarcados e vendedores independentes de dispositivos. Windows CE 5.0 foi anunciado como baixo custo, compacto, rápido-to-market, em tempo real do sistema operacional disponível para x86, ARM, MIPS, e SuperH microprocessador baseado em sistemas.
Windows CE 5.0 baseia-se em versões anteriores do Windows CE em sua adoção de código compartilhado. Desde 2001, a Microsoft tem vindo a expandir a árvore de código fonte disponível no Windows CE com os desenvolvedores de sistemas embarcados. Windows CE 5.0 é o mais aberto do sistema operacional da Microsoft até à data, embora nem todo o sistema está disponível no âmbito de acordos de código compartilhado. Os colaboradores têm a liberdade de modificar para baixo ao nível do kernel, sem a necessidade de partilhar as suas alterações com a Microsoft ou concorrentes.
Na plataforma x86, o Windows CE 5.0 compete contra outros embutidos em Sistemas operacionais da Microsoft, o Windows XP Embedded e seu antecessor, o Windows NT Embedded .
Platform Builder IDE para o Windows CE 5.0 é a última ferramenta de construtor, disponível como produto independente.

## Windows CE vs Windows XP Embedded
Segundo a Microsoft, o Windows CE é uma opção preferível para o Windows XP Embedded em situações exigentes requisitos e multimídia sem fio precisam ser atendidas. A seguir estão as principais considerações para "escolher a versão correta":
- Arquitetura da CPU: Windows CE suporta uma ampla variedade de arquitecturas, incluindo x86 , enquanto o Windows XP Embedded só suporta a arquitetura x86.
- Em tempo real aplicativos: Windows CE é um sistema operacional de tempo real , enquanto o Windows XP Embedded não é, por padrão.
- Os aplicativos já existentes Win32: Windows CE não pode usar os binários Win32, bibliotecas e drivers sem modificação.
- O registro de memória: A memória mínima do Windows CE é de 350 quilograma bytes. A memória mínima de Windows XP Embedded é de 8 megabytes, tornando-se mais de 23 vezes maior.

Também consideram que o licenciamento do Windows CE começa em US $ 3 ou € 1,25 por dispositivo para o SKU Core, enquanto XP Embedded é de US $ 90 ou € 59 por unidade entregue.